# Valerie Jones
Pour les articles homonymes, voir Jones.
Valerie Jones, née le 7 septembre 1948, est une patineuse artistique canadienne, championne du Canada en 1967.

## Biographie

### Carrière sportive
Championne du Canada en 1967, Valerie Jones représente son pays à deux championnats nord-américains (1965 à Rochester où elle obtient une médaille de bronze et 1967 à Montréal où elle obtient une médaille d'argent) et trois mondiaux (1965 à Colorado Springs, 1966 à Davos et 1967 à Vienne).
Elle quitte le patinage amateur après les mondiaux de 1967.

## Palmarès
| Compétition                     | 1963 | 1964 | 1965 | 1966 | 1967 |  |  |  |  |  |  |  |  |  |
| Jeux olympiques d'hiver         |      |      |      |      |      |  |  |  |  |  |  |  |  |  |
| Championnats du monde           |      |      | 7e   | 4e   | 4e   |  |  |  |  |  |  |  |  |  |
| Championnats d'Amérique du Nord |      |      | 3e   |      | 2e   |  |  |  |  |  |  |  |  |  |
| Championnats du Canada          | 4e   | 4e   | 2e   | 2e   | 1re  |  |  |  |  |  |  |  |  |  |
|                                 |      |      |      |      |      |  |  |  |  |  |  |  |  |  |